# Prasinocyma pomonae
Prasinocyma pomonae là một loài bướm đêm trong họ Geometridae.